# Morinda
Morinda sind eine Pflanzengattung innerhalb der Familie der Rötegewächse (Rubiaceae). Sie ist in den Tropen bis Subtropen fast weltweit verbreitet.
Die bekannteste Art der Gattung ist der Nonibaum (Morinda citrifolia), aus dessen Frucht, Noni, ein als Gesundheitsprodukt aufwendig vermarkteter, bezüglich seiner angeblich gesundheitsfördernden Wirkung jedoch heftig umstrittener Saft („Noni-Saft“) gewonnen wird.

## Beschreibung

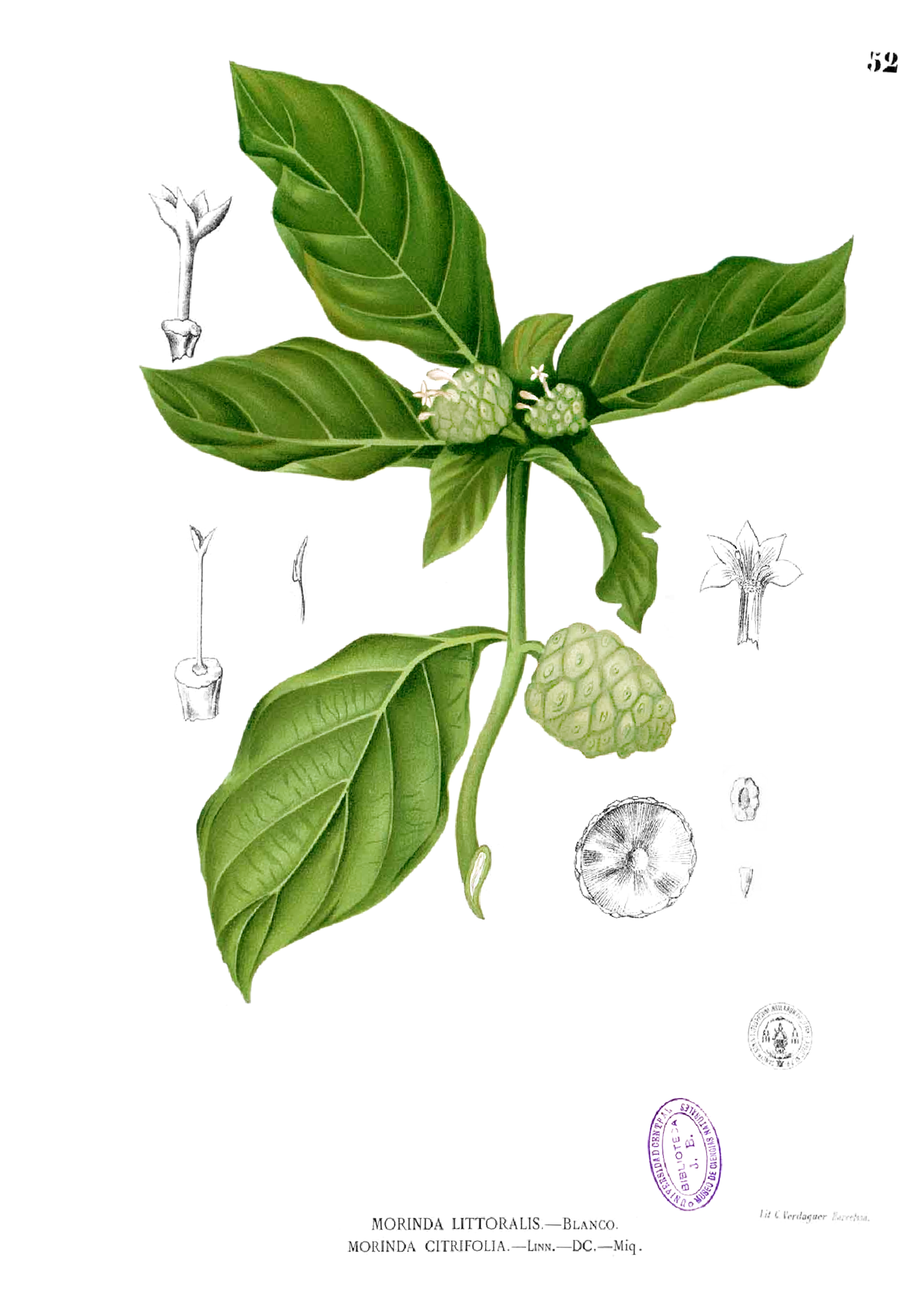
Illustration des Nonibaum (Morinda citrifolia)

Morinda-Arten sind verholzende Pflanzen: Bäume, Sträucher oder Lianen. Die gestielten, meist gegenständigen Laubblätter sind mittelgroß bis sehr groß, einfach und oft ledrig. Nebenblätter sind vorhanden.
Es werden einfache oder zusammengesetzte, oft doldige Blütenstände gebildet. Die duftenden Blüten sind zwittrig oder funktional männlich und drei- bis siebenzählig mit doppelter Blütenhülle. Die Kelchblätter bleiben lange erhalten. Die Kronblätter sind weiß, cremefarben, gelb oder purpurfarben. Es ist nur ein Staubblattkreis aus vier bis sieben Staubblättern vorhanden. Zwei Fruchtblätter sind zu einem unterständigen Fruchtknoten verwachsen. Es wird eine Steinfrucht gebildet. Die Samen sind geflügelt.

## Systematik und Verbreitung
Die Gattung Morinda wurde vom schwedischen Naturforscher Carl von Linné – im Zuge der Erstveröffentlichung der Arten Morinda citrifolia und Morinda umbellata – in seinem 1753 erschienenen Werk Species Plantarum auf Seite 176 aufgestellt. Es gibt seit 2011 nur noch fünf Synonyme für Morinda L.: Appunettia R.D.Good, Belicea Lundell, Belicia Lundell, Rojoc Adans., Sarcopygme Setch. & Christoph.
Morinda-Arten sind in den Tropen bis Subtropen Asiens, Afrikas, Australiens und der Neuen Welt weitverbreitet. Die größte Artenvielfalt weisen Borneo, Neuguinea, Nordaustralien und Neukaledonien auf. In China kommen 27 Arten vor, 18 davon nur dort.
Die Gattung Morinda gehört zur Tribus Morindeae in der Unterfamilie Rubioideae innerhalb der Familie Rubiaceae.
Die Gattung Morinda s. l. hat bis 2011 80 bis 130 Arten enthalten. Zahlreiche Arten wurden 2011 durch Sylvain G. Razafimandimbison und Birgitta Bremer in Nomenclatural changes and taxonomic notes in the tribe Morindeae (Rubiaceae) in Adansonia, Séries 3, 33, S. 288 in die Gattung Gynochthodes Blume gestellt. Es sind seit 2011 nur noch etwa 43 Arten in der Gattung Morinda s. str. Die Gattung Gynochthodes s. l. enthält seit 2011 93 Arten.

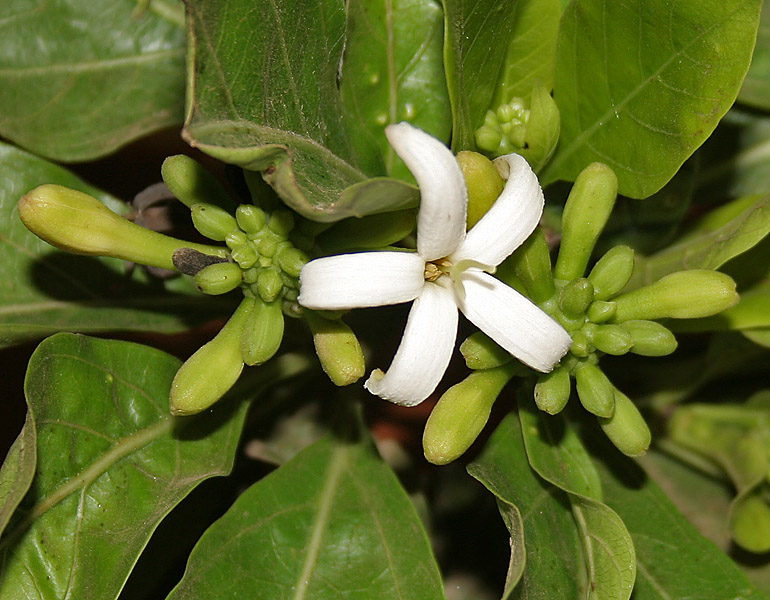
Blütenstände mit Blütenknospen und einer offenen Blüte des Nonibaum (Morinda citrifolia)

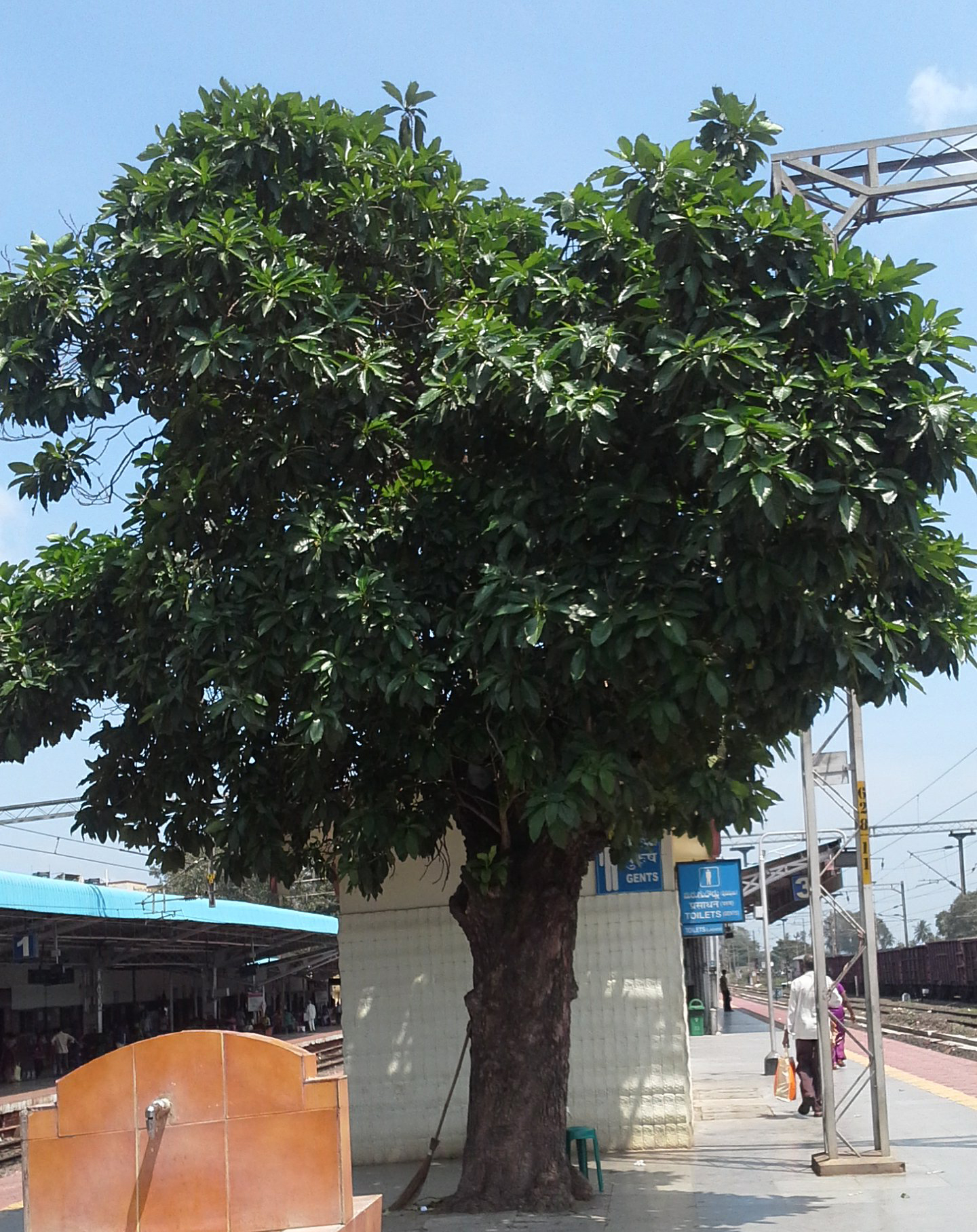
Habitus des Nonibaum (Morinda citrifolia)

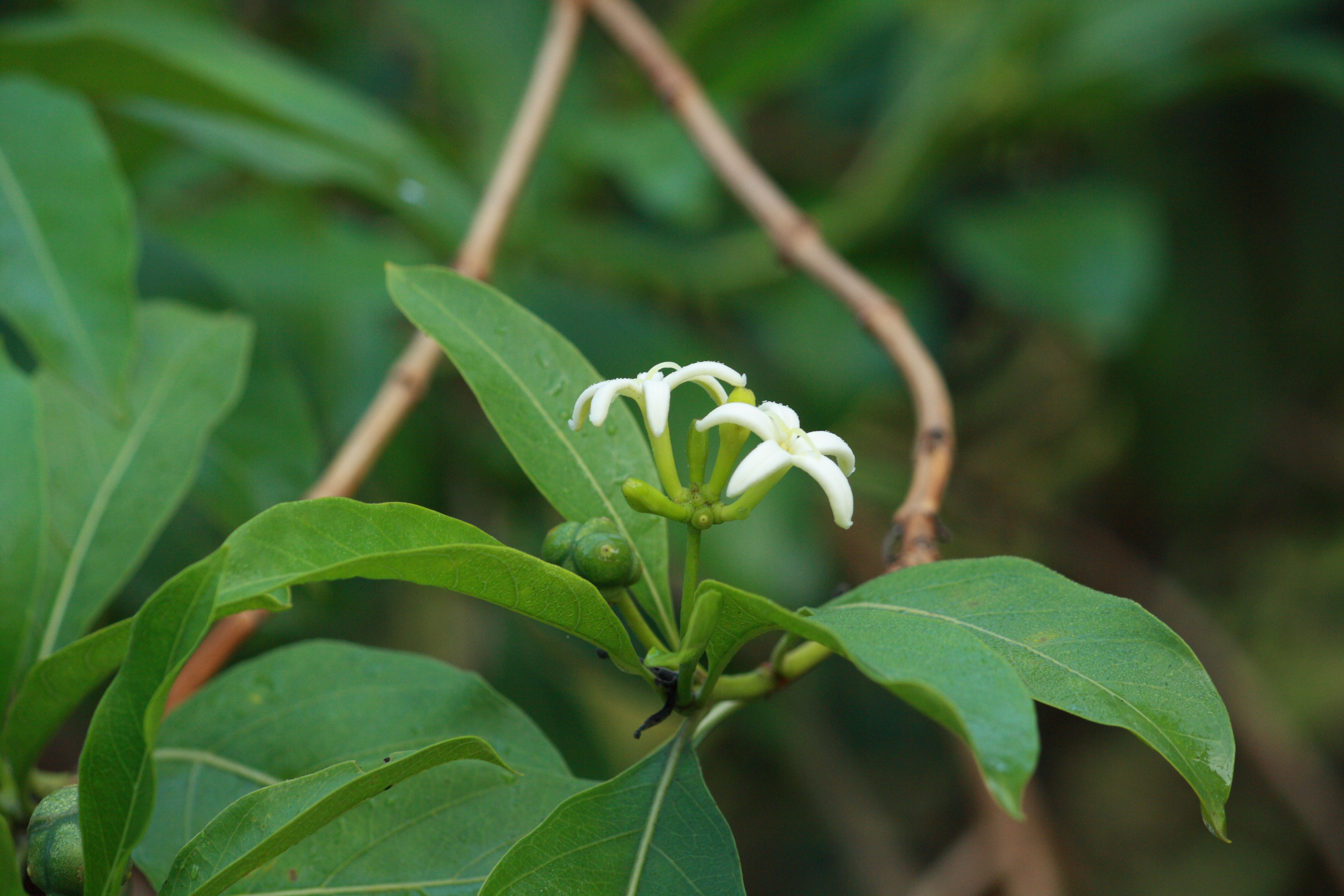
Zweig mit Laubblättern und Blütenstand von Morinda coreia

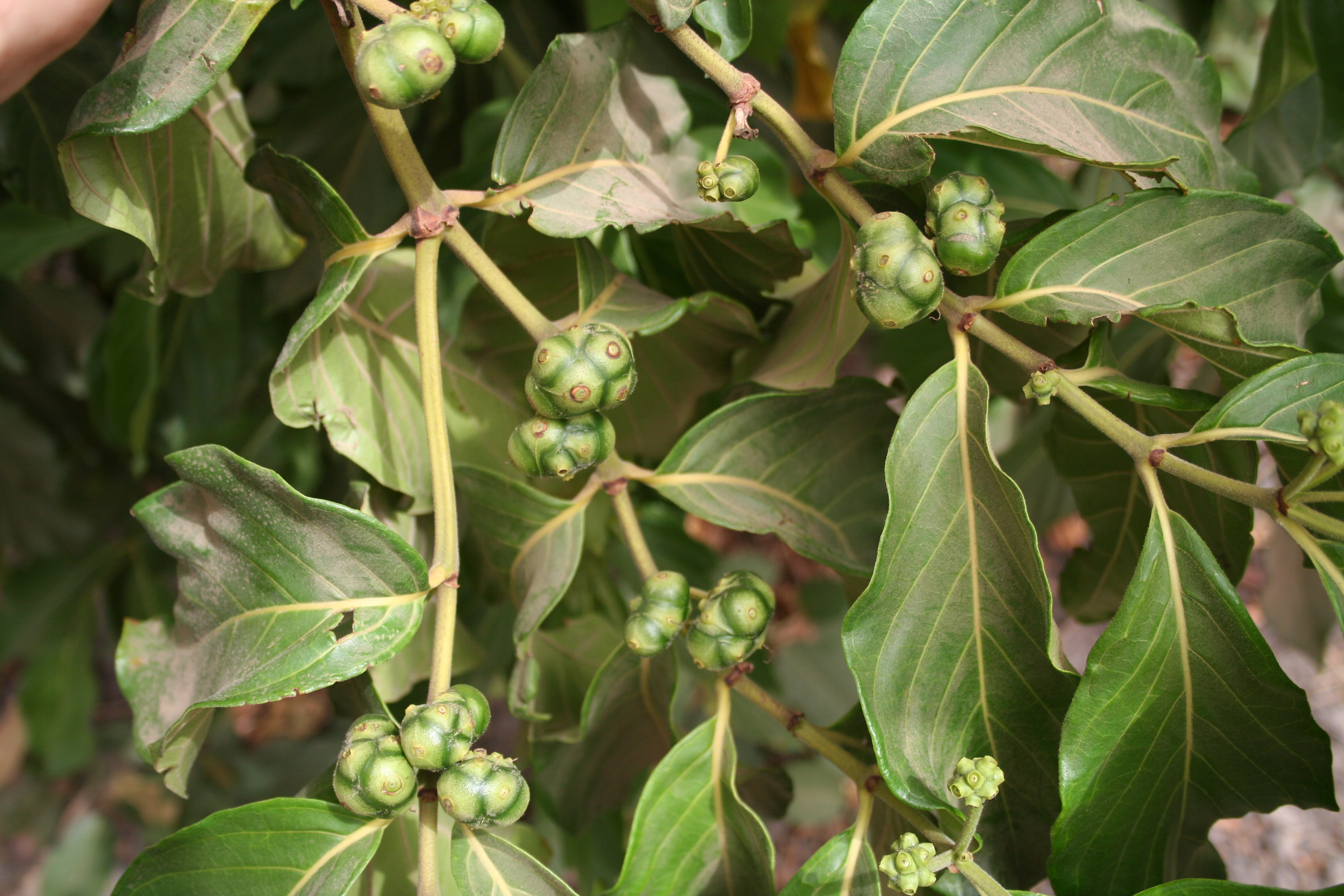
Zweige mit Laubblättern und unreifen Früchten von Morinda geminata

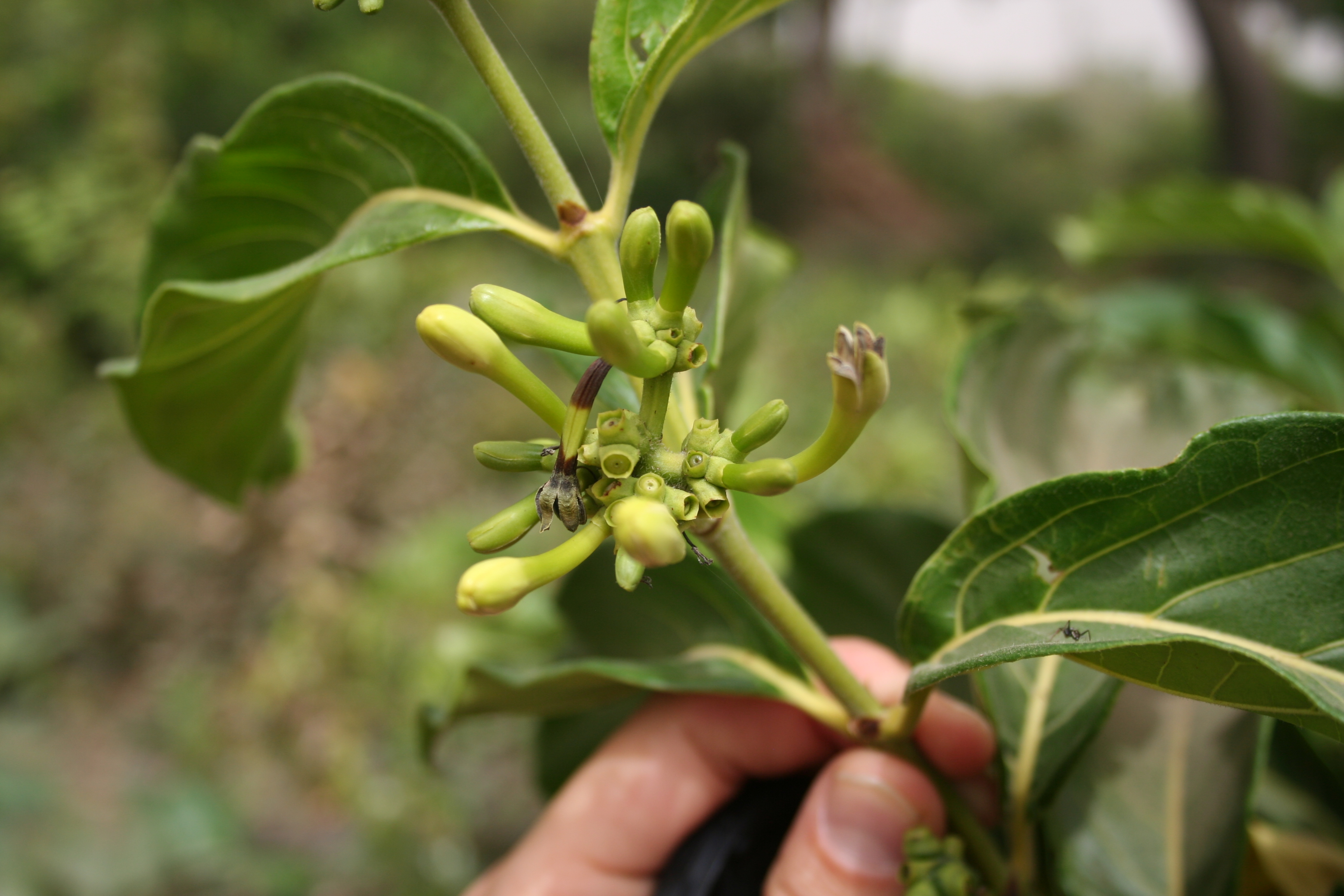
Morinda geminata

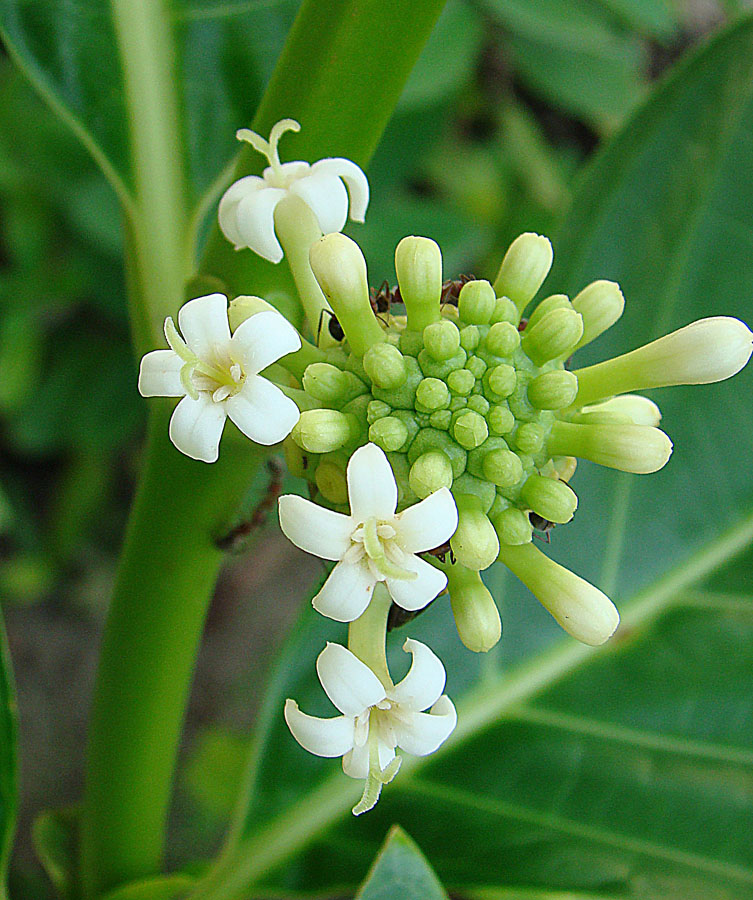
Blütenstand von Morinda panamensis

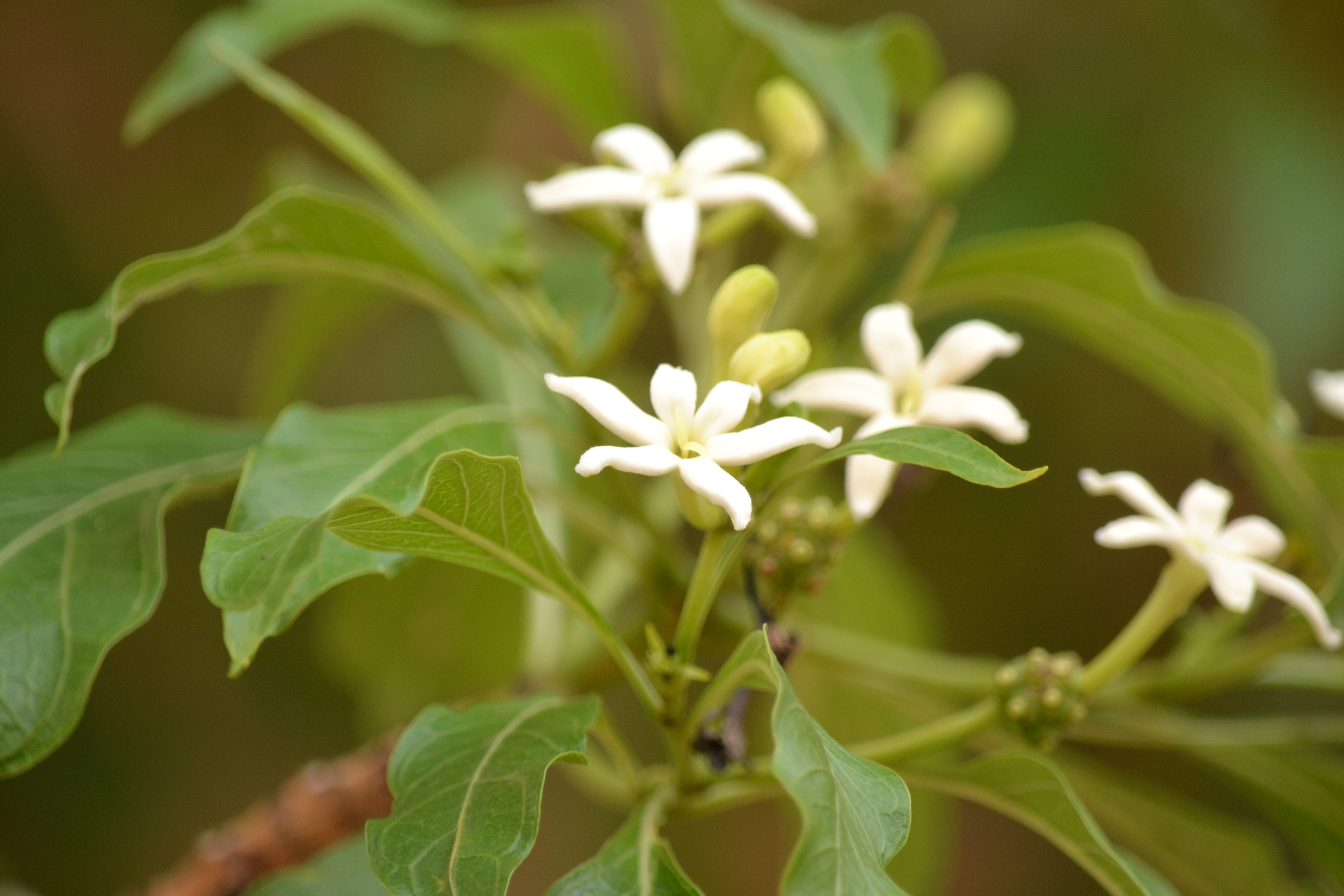
Morinda pubescens

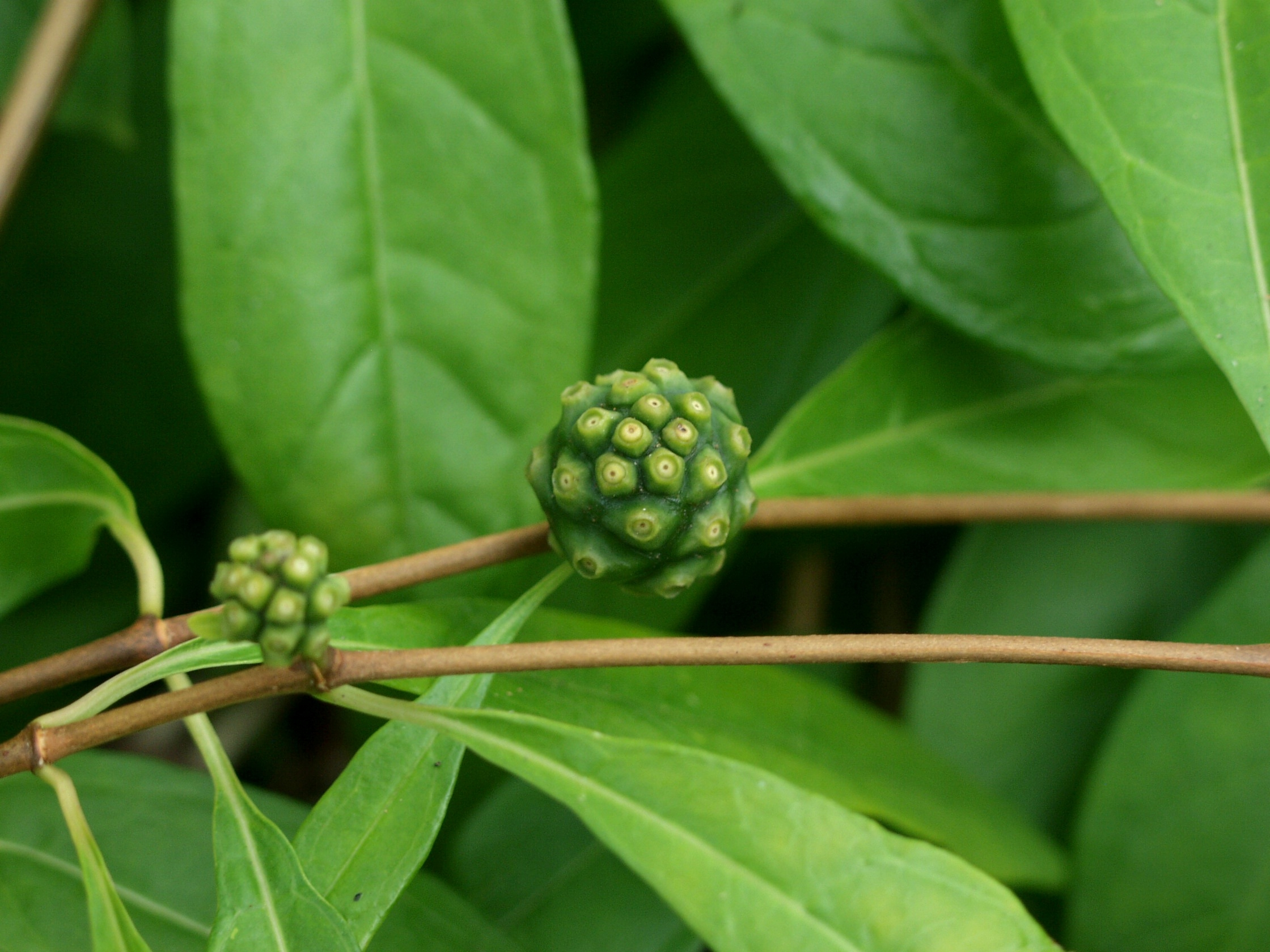
Zweig mit Laubblättern und unreifen Früchten von Morinda royoc

In der Gattung Morinda s. str. sind seit 2011 nur noch 43 Arten enthalten:
- Morinda angolensis (R.D.Good) F.White: Sie kommt vom östlichen Angola über Sambia bis in den Kongo vor.[1]
- Morinda angustifolia Roxb. (Syn.: Morinda squarrosa Buch.-Ham., Morinda angustifolia var. scabridula Craib): Sie ist im Himalaya in Indien, Bhutan, Nepal, Myanmar, Laos, Thailand und im südlichen Yunnan verbreitet.[2][1]
- Morinda asteroscepa K.Schum.: Sie kommt in Tansania und Malawi vor.[1]
- Morinda bracteata Roxb.: Sie kommt von Sulawesi bis ins nördliche Australien vor.[1]
- Morinda buchii Urb.: Sie kommt auf Haiti vor.[1]
- Morinda carnosa Venturina, E.E.L.Suarez & Alejandro: Die 2017 erstbeschriebene Art kommt auf den Philippinen vor.[1]
- Morinda chrysorhiza (Thonn.) DC.: Sie kommt im tropischen Westafrika und im tropischen Zentralafrika vor.[1]
- Nonibaum (Morinda citrifolia L.): Er kommt vom tropischen und subtropischen Asien bis ins nördliche Australien vor.[1]
- Morinda coreia Buch.-Ham. (Syn.: Morinda coreia var. tomentosa (Hook. f.) R.R.Fernandez, Morinda exserta Roxb., Morinda pubescens Sm., Morinda tinctoria Roxb.): Sie kommt in Sri Lanka, in Java und von Indien bis Indochina vor.[1]
- Morinda corneri K.M.Wong: Sie kommt in Malaysia vor.[1]
- Morinda fasciculata Benth.: Sie kommt in Ecuador vor.[1]
- Morinda hoffmannioides Standl.: Sie kommt von Kolumbien bis ins nördliche Venezuela vor.[1]
- Morinda hypotephra F.Muell.: Sie kommt in Queensland vor.[1]
- Morinda intermedia (Setch. & Christoph.) Razafim. & B.Bremer: Sie kommt auf Samoa vor.[1]
- Morinda latibractea Valeton: Sie kommt nur auf der Karolineninsel Palau vor.[1]
- Morinda leiantha Kurz: Sie kommt im südlichen Yunnan und in Myanmar vor.[2][1]
- Morinda longiflora G.Don: Sie kommt im tropischen Westafrika und im tropische Zentralafrika vor.[1]
- Morinda longifolia Craib: Sie kommt in Thailand vor.[1]
- Morinda longipetiolata Steyerm.: Sie kommt in Venezuela vor.[1]
- Morinda longissima Y.Z.Ruan: Sie gedeiht in lichten Wäldern und im schattigen Dickicht in Höhenlagen von etwa 700 Metern nur im südlichen Yunnan.[2][1]
- Morinda lucida Benth.: Sie kommt im tropischen Afrika vor.[1]
- Morinda mayorii (Setch.) Razafim. & B.Bremer: Sie kommt auf Samoa vor.[1]
- Morinda mefou Cheek: Sie kommt im zentralen und im westlichen tropischen Afrika vor.[1]
- Morinda moaensis Alain: Sie kommt im östlichen Kuba vor.[1]
- Morinda morindoides (Baker) Milne-Redh.: Sie kommt vom tropischen Westafrika bis Angola und dem südlichen Sudan vor.[1]
- Morinda multinervis (Setch. & Christoph.) Razafim. & B.Bremer: Sie kommt auf Samoa vor.[1]
- Morinda nana Craib: Sie kommt in Thailand vor.[1]
- Morinda pacifica (Reinecke) Razafim. & B.Bremer: Sie kommt auf Samoa vor.[1]
- Morinda panamensis Seem.: Sie kommt vom südlichen Mexiko bis Kolumbien vor.[1]
- Morinda pandurifolia Kuntze: Sie kommt in Thailand, Kambodscha und Vietnam vor.[1]
- Morinda pedunculata Valeton: Sie kommt auf Palau vor.[1]
- Morinda persicifolia Buch.-Ham.: Sie ist vom nordöstlichen Indien, Kambodscha, Myanmar, Laos, Vietnam, Malaysia bis Indonesien und südlichen Yunnan verbreitet.[2][1]
- Morinda piperiformis Miq.: Sie kommt auf Timor vor.[1]
- Morinda pumila Craib: Sie kommt in Thailand vor.[1]
- Morinda ramosa (Lauterb.) Razafim. & B.Bremer: Sie kommt auf Samoa vor.[1]
- Morinda rosiflora Y.Z.Ruan: Sie gedeiht in lichten Wäldern an Hängen von Hügeln in Höhenlagen von 500 bis 800 Metern nur im südlichen Yunnan.[2][1]
- Morinda royoc L.: Sie kommt von Florida bis zu den Inseln der Karibik und vom südöstlichen Mexiko bis Ecuador vor.[1]
- Morinda scabrida Craib: Sie kommt in Thailand vor.[1]
- Morinda schultzei Valeton: Sie kommt auf Neuguinea vor.[1]
- Morinda sessiliflora Bertol.: Sie kommt auf den Inseln über dem Winde vor.[1]
- Morinda titanophylla E.M.A.Petit: Sie kommt von Gabun bis ins südwestliche Uganda vor.[1]
- Morinda turbacensis Kunth: Sie kommt in Kolumbien vor.[1]
- Morinda undulata Y.Z.Ruan: Sie gedeiht in Höhenlagen von etwa 900 Metern nur im südlichen Yunnan. Sie wird auch kultiviert.[2][1]

Seit 2011 nicht mehr in die Gattung Morinda sondern in die Gattung Gynochthodes Blume werden gestellt:
- Morinda ammitia Halford & A.J.Ford → Gynochthodes ammitia (Halford & A.J.Ford) Razafim. & B.Bremer[1]
- Morinda artensis Montrouz. → Gynochthodes artensis (Montrouz.) Razafim. & B.Bremer[1]
- Morinda badia Y.Z.Ruan → Gynochthodes badia (Y.Z.Ruan) Razafim. & B.Bremer[1]
- Morinda bartlingii Elmer → Gynochthodes bartlingii (Elmer) Razafim. & B.Bremer[1]
- Morinda billardierei Baill. → Gynochthodes billardierei (Baill.) Razafim. & B.Bremer[1]
- Morinda boninensis Ohwi → Gynochthodes boninensis (Ohwi) E.Oguri & T.Sugaw.[1]
- Morinda brevipes S.Y.Hu → Gynochthodes brevipes (S.Y.Hu) Razafim. & B.Bremer[1]
- Morinda bucidifolia A.Gray → Gynochthodes bucidifolia (A.Gray) Razafim. & B.Bremer[1]
- Morinda calciphila K.M.Wong → Gynochthodes calciphila (K.M.Wong) Razafim. & B.Bremer[1]
- Morinda callicarpifolia Y.Z.Ruan → Gynochthodes callicarpifolia (Y.Z.Ruan) Razafim. & B.Bremer[1]
- Morinda canthoides (F.Muell.) Halford & R.J.F.Hend. → Gynochthodes canthoides (F.Muell.) Razafim. & B.Bremer[1]
- Morinda celebica Miq. → Gynochthodes celebica (Miq.) Razafim. & B.Bremer[1]
- Morinda cinnamomea Craib → Gynochthodes cinnamomea (Craib) Razafim. & B.Bremer[1]
- Morinda cinnamomifoliata Y.Z.Ruan → Gynochthodes cinnamomifoliata (Y.Z.Ruan) Razafim. & B.Bremer[2]
- Morinda cochinchinensis DC. → Gynochthodes cochinchinensis (DC.) Razafim. & B.Bremer[2]
- Morinda collina Schltr. → Gynochthodes collina (Schltr.) Razafim. & B.Bremer[1]
- Morinda constipata Halford & A.J.Ford → Gynochthodes constipata (Halford & A.J.Ford) Razafim. & B.Bremer[1]
- Morinda coriacea Merr. → Gynochthodes wongii Razafim. & B.Bremer[1]
- Morinda costata Merr. & L.M.Perry → Gynochthodes costata (Merr. & L.M.Perry) Razafim. & B.Bremer[1]
- Morinda decipiens Schltr. → Gynochthodes decipiens (Schltr.) Razafim. & B.Bremer[1]
- Morinda deplanchei (Hook. f.) Baill. ex K.Schum. → Gynochthodes deplanchei (Hook.f.) Razafim. & B.Bremer[1]
- Morinda elliptifolia Quisumb. & Merr. → Gynochthodes elliptifolia (Quisumb. & Merr.) Razafim. & B.Bremer[1]
- Morinda elmeri Merr. → Gynochthodes elmeri (Merr.) Razafim. & B.Bremer[1]
- Morinda gjellerupii Valeton → Gynochthodes gjellerupii (Valeton) Razafim. & B.Bremer[1]
- Morinda glaucescens Schltr. → Gynochthodes glaucescens (Schltr.) Razafim. & B.Bremer[1]
- Morinda glomerata (Blume) Miq. → Gynochthodes glomerata (Blume) Razafim. & B.Bremer[1]
- Morinda grayi Seem. → Gynochthodes grayi (Seem.) Razafim. & B.Bremer[1]
- Morinda hainanensis Merr. & How → Gynochthodes hainanensis (Merr. & F.C.How) Razafim. & B.Bremer[2]
- Morinda hirtella Merr. & L.M.Perry → Gynochthodes hirtella (Merr. & L.M.Perry) Razafim. & B.Bremer[1]
- Morinda hispida K.M.Wong → Gynochthodes hispida (K.M.Wong) Razafim. & B.Bremer[1]
- Morinda hollrungiana Valeton → Gynochthodes hollrungiana (Valeton) Razafim. & B.Bremer[1]
- Morinda howiana S.Y.Hu → Gynochthodes howiana (S.Y.Hu) Razafim. & B.Bremer[2]
- Morinda hupehensis S.Y.Hu → Gynochthodes hupehensis (S.Y.Hu) Razafim. & B.Bremer[2]
- Morinda jackiana Korth. → Gynochthodes hupehensis (S.Y.Hu) Razafim. & B.Bremer[1]
- Morinda jasminoides A.Cunn. → Gynochthodes jasminoides (A.Cunn.) Razafim. & B.Bremer[1]
- Morinda kanalensis Baill. ex Guillaumin → Gynochthodes kanalensis (Baill. ex Guillaumin) Razafim. & B.Bremer[1]
- Morinda lacunosa King & Gamble → Gynochthodes lacunosa (King & Gamble) Razafim. & B.Bremer[2]
- Morinda lanuginosa Suratman → Gynochthodes lanuginosa (Suratman) K.M.Wong & Razafim.[1]
- Morinda leparensis Valeton → Gynochthodes leparensis (Valeton) Razafim. & B.Bremer[1]
- Morinda leptocalama Wernham → Gynochthodes leptocalama (Wernham) Razafim. & B.Bremer[1]
- Morinda litseifolia Y.Z.Ruan → Gynochthodes litseifolia (Y.Z.Ruan) Razafim. & B.Bremer[2]
- Morinda micrantha Valeton → Gynochthodes micrantha (Valeton) Razafim. & B.Bremer[1]
- Morinda microcephala Bartl. ex DC. → Gynochthodes microcephala (Bartl. ex DC.) Razafim. & B.Bremer[1]
- Morinda mollis A.Gray → Gynochthodes mollis (A.Gray) Razafim. & B.Bremer[1]
- Morinda montana J.T.Johanss. → Gynochthodes montana (J.T.Johanss.) Razafim. & B.Bremer[1]
- Morinda myrtifolia A.Gray → Gynochthodes myrtifolia (A.Gray) Razafim. & B.Bremer[1]
- Morinda nanlingensis Y.Z.Ruan → Gynochthodes nanlingensis (Y.Z.Ruan) Razafim. & B.Bremer[2]
- Morinda neocaledonica (S.Moore) Guillaumin → Gynochthodes neocaledonica (S.Moore) Razafim. & B.Bremer[1]
- Morinda nitida Merr. → Gynochthodes nitida (Merr.) Razafim. & B.Bremer[1]
- Morinda oblongifolia Valeton → Gynochthodes oblongifolia (Valeton) Razafim. & B.Bremer[1]
- Morinda officinalis F.C.How → Gynochthodes officinalis (F.C.How) Razafim. & B.Bremer[2]
- Morinda oligocephala Merr. & L.M.Perry → Gynochthodes oligocephala (Merr. & L.M.Perry) Razafim. & B.Bremer[1]
- Morinda parvifolia Bartl. ex DC. → Gynochthodes parvifolia (Bartl. ex DC.) Razafim. & B.Bremer[2]
- Morinda philippinensis Elmer → Gynochthodes alejandroi Razafim. & B.Bremer[1]
- Morinda phyllireoides Labill. → Gynochthodes phyllireoides (Labill.) Razafim. & B.Bremer[1]
- Morinda platyphylla Merr. → Gynochthodes platyphylla (Merr.) Razafim. & B.Bremer[1]
- Morinda podistra Halford & A.J.Ford → Gynochthodes podistra (Halford & A.J.Ford) Razafim. & B.Bremer[1]
- Morinda polyneura Miq. → Gynochthodes polyneura (Miq.) Razafim. & B.Bremer[1]
- Morinda pubiofficinalis Y.Z.Ruan → Gynochthodes pubiofficinalis (Y.Z.Ruan) Razafim. & B.Bremer[2]
- Morinda retropila Halford & A.J.Ford → Gynochthodes retropila (Halford & A.J.Ford) Razafim. & B.Bremer[1]
- Morinda retusa Poir. → Gynochthodes retusa (Poir.) Razafim. & B.Bremer[1]
- Morinda ridleyi (King & Gamble) Ridl. → Gynochthodes ridleyi (King & Gamble) Razafim. & B.Bremer[1]
- Morinda rigida Miq. → Gynochthodes rigida (Miq.) Razafim. & B.Bremer[1]
- Morinda rugulosa Y.Z.Ruan → Gynochthodes rugulosa (Y.Z.Ruan) Razafim. & B.Bremer[2]
- Morinda sarmentosa Blume → Gynochthodes sarmentosa (Blume) Razafim. & B.Bremer[1]
- Morinda scabrifolia Y.Z.Ruan → Gynochthodes scabrifolia (Y.Z.Ruan) Razafim. & B.Bremer[2]
- Morinda shuanghuaensis C.Y.Chen & M.S.Huang → Gynochthodes shuanghuaensis (C.Y.Chen & M.S.Huang) Razafim. & B.Bremer[2]
- Morinda subcaudata Valeton → Gynochthodes subcaudata (Valeton) Razafim. & B.Bremer[1]
- Morinda triandra S.Moore → Gynochthodes triandra (S.Moore) Razafim. & B.Bremer[1]
- Morinda trimera Hillebr. → Gynochthodes trimera (Hillebr.) Razafim. & B.Bremer[1]
- Morinda truncata J.T.Johanss. → Gynochthodes truncata (J.T.Johanss.) Razafim. & B.Bremer[1]
- Morinda umbellata L. → Gynochthodes umbellata (L.) Razafim. & B.Bremer[1]
- Morinda villosa Hook. f. → Gynochthodes villosa (Hook.f.) Razafim. & B.Bremer[2]
- Morinda wallichii Kurz → Gynochthodes wallichii (Kurz) Razafim. & B.Bremer[1]
- Morinda wongiana Suratman → Gynochthodes suratmanii K.M.Wong & Razafim.[1]

## Ethnobotanik
Die bekannteste Art ist der Nonibaum (Morinda citrifolia), die zweitwichtigste Heilpflanze Hawaiis, die insbesondere Anthrachinone als wirksamen Bestandteil enthält.
Die afrikanische Morinda-Art Morinda lucida wird ebenfalls naturheilkundlich auch gegen Malaria eingesetzt. Wirksam scheinen dabei die enthaltenen Iridoid-Glykoside zu sein.